# Lista de membros titulares da Academia Brasileira de Ciências empossados em 2002
Esta lista contém os nomes dos membros titulares da Academia Brasileira de Ciências empossados em 2002.
| Imagem | Nome                                   | Datas de nascimento e falecimento | Local de nascimento     | Área de especialização | Alma mater     | Data de posse       | Conhecido por | Referências |
| ------ | -------------------------------------- | --------------------------------- | ----------------------- | ---------------------- | -------------- | ------------------- | --- | ----------- |
|        | Beatriz Leonor Silveira Barbuy         | 16 de fevereiro de 1950           | São Paulo, SP           | Ciências Físicas       | USP            | 03 de junho de 2002 | Recebeu o Prêmios L'Oréal-UNESCO para mulheres em ciência (2009)                                                                         |             |
|        | Colombo Celso Gaeta Tassinari          | 09 de janeiro de 1953             |                         | Ciências da Terra      | USP            | 03 de junho de 2002 | |             |
|        | Edgar Marcelino de Carvalho Filho      | 24 de maio de 1950                | Salvador, BA            | Ciências da Saúde      | UFBA           | 03 de junho de 2002 | |             |
|        | Elliot Watanabe Kitajima               | 12 de agosto de 1936              | Registro, SP            | Ciências Agrárias      | USP            | 03 de junho de 2002 | |             |
|        | José Marcos Chaves Ribeiro             | 21 de setembro de 1950            | Volta Redonda, RJ       | Ciências Biomédicas    | UERJ           | 03 de junho de 2002 | Transmissão salivar da doença de Lyme Chefe do comitê de entomologia molecular da OMS (1991 - 1998) Vacina sintética contra leishmaniose |             |
|        | José Oswaldo de Siqueira               | 10 de maio de 1953                | Três Pontas, MG         | Ciências Agrárias      | UFLA           | 03 de junho de 2002 | |             |
|        | José Roberto Boisson de Marca          | 25 de fevereiro de 1950           |                         | Ciências da Engenharia | PUC/RJ         | 03 de junho de 2002 | Presidente mundial da IEEE Communications Society (2000 - 2001) Presidente fundador da Sociedade Brasileira de Telecomunicações          |             |
|        | Liu Hsu                                | 22 de dezembro de 1944            | Fuzhou, China           | Ciências da Engenharia | ITA            | 03 de junho de 2002 | |             |
|        | Luiz Guimarães Ferreira                | 05 de janeiro de 1937             | Rio de Janeiro, RJ      | Ciências Físicas       | ITA            | 03 de junho de 2002 | |             |
|        | Luiz Juliano Neto                      | 07 de agosto de 1944              | São Paulo, SP           | Ciências Biomédicas    | UNIFESP        | 03 de junho de 2002 | |             |
|        | Marcos Dajczer                         | 19 de novembro de 1948            | Buenos Aires, Argentina | Ciências Matemáticas   | UBA, Argentina | 03 de junho de 2002 | |             |
|        | Maria Manuela Ligeti Carneiro da Cunha | 16 de julho de 1943               | Cascais, Portugal       | Ciências Sociais       | França         | 03 de junho de 2002 | |             |
|        | Ohara Augusto                          | 29 de janeiro de 1948             | São Paulo, SP           | Ciências Químicas      | USP            | 03 de junho de 2002 | |             |
|        | Simon Schwartzman                      | 03 de julho de 1939               | Belo Horizonte, MG      | Ciências Sociais       | UFMG           | 03 de junho de 2002 | Presidente do IBGE (1994 - 1998) |             |
|        | Sóstenes Luiz Soares Lins              | 13 de abril de 1952               | Recife, PE              | Ciências Matemáticas   | UFPE           | 03 de junho de 2002 | |             |
|        | Walter Ribeiro Terra                   | 31 de agosto de 1944              | Uberlândia, MG          | Ciências Biológicas    | USP            | 03 de junho de 2002 | |             |
|        | Wanderley Guilherme dos Santos         | 13 de outubro de 1935             | Rio de Janeiro, RJ      | Ciências Sociais       | UFRJ           | 03 de junho de 2002 | Livro: O ex-leviatã brasileiro. Do voto disperso ao clientelismo concentrado                                                             |             |